# 州間高速道路45号線
州間高速道路45号線（しゅうかんこうそくどうろ45ごうせん、Interstate 45、略称：I-45）はアメリカ合衆国テキサス州にある州間高速道路。末尾に5のつく州間高速道路は合衆国を縦断するように走るが、45号線は比較的短く、全域がテキサス州で完結する。この道路はダラスとヒューストンという州の二大都市を結んでおり、さらにガルベストンを通ってメキシコ湾岸まで走っている。

## 通過する主な都市
- ガルベストン
- ヒューストン
- ザ・ウッドランズ
- ダラス

## 交差する州間高速道路
- 州間高速道路610号線（ヒューストン）
- 州間高速道路69号線（ヒューストン）
- 州間高速道路10号線（ヒューストン）
- 州間高速道路20号線（ダラス）
- 州間高速道路30号線（ダラス）